# Гячрыпш (платформа)
Гячрыпш (абх. Гьачрыҧшь) — остановочный пункт Абхазской железной дороги, расположенный в одноимённом посёлке в Абхазии. В некоторых расписаниях указана как платформа 2000 км.
На платформе расположено небольшое вокзальное здание, сооружённое в 1950-х годах, по состоянию на 2003 год — заброшенное.
Состоит из одной высокой боковой платформы, используемой для движения в обоих направлениях.